# Pedro Rodrigues Pereira
D. Pedro Rodrigues de Pereira (1220 -?) foi fidalgo e cavaleiro medieval português, que viveu no tempo do rei D. Afonso II de Portugal, D. Sancho II de Portugal e D. Afonso III de Portugal, e que sucedeu na Casa e senhorios do seu pai, tais como a Quinta da Pereira, à excepção do Couto das Palmeiras.
Exerceu o cargo de tenente de Viseu e Trancoso com registos em 1280.

## Relações familiares
Era filho de Rui Gonçalves Pereira (1170 -?) e de Sancha Henriques de Portocarreiro, filha de Henrique Fernandes Magro e de Ouroana Reimão de Portocarreiro, neta materna, portanto de Raimundo Garcia de Portocarreiro e de Gontinha Nunes de Azevedo. 
Casou por duas vezes.
A primeira com Maria Pires Gravel (c. 1220 -?), filha de Paio Pires Gravel e de Ouroana Pais Correia, filha de Paio Soares Correia, que teve:
1. D. Gonçalo Pires de Pereira (c. 1250 -?) casou por duas vezes, a primeira com D. Urraca Vasques Pimentel e a segunda com Inês Lourenço.
2. D. Pêro Pires Homem, que cresceu na freguesia de Santa Marinha de Padornelo, no julgado Froião, onde seu pai tinha propriedades, e que casou com Teresa Anes Redondo.[4]
3. D. Martinho Peres Pereira ou Martim Pires de Pereira, militar que esteve na conquista de Sevilha aos mouros em 1248.[1]
4. D. Maior ou Mor Peres Pereira que casou 1ª vez com Vasco Pires Dulgues ou Vicente Pires Ulgueses, filho de Pedro Salvadores de Urgezes e de Sancha Martins de Podentes e a 2ª vez com João Pires Redondo.[5]
5. D. Elvira Pires de Pereira casou com Pero Martins Ervilhão.
6. D. Ouroana Pires de Pereira casou por duas vezes, a primeira com Rui Gomes de Basto e a segunda com Lopo Hermiges de Teixeira.
7. D. Teresa Pires de Pereira casou com Pero Pires Velho.[6]
8. D. Maria Pires de Pereira que foi freira no Convento de Arouca.[6]
9. Rui Pires de Pereira, freire da Ordem do Hospital e comendador de Chavão, entre 1277 e 1281.[6]
10. D. Sancha Pires de Pereira, casada com Rui Pires de Nogueira.[5]

Do segundo casamento com Estevainha Rodrigues Teixeira, filha de Henrique Mendes, senhor de Teixeira teve:
1. D. Brites Pires de Pereira casou por duas vezes, a primeira com Pedro Anes do Monte e a segunda com Paio Esteves de Molnes.[5]
2. D. Garcia Pires de Pereira casou com Teresa Esteves de Formoselhe.[5]